# Muskego
Muskego è una città degli Stati Uniti d'America, situata in Wisconsin, nella Contea di Waukesha.